# Síndrome de König

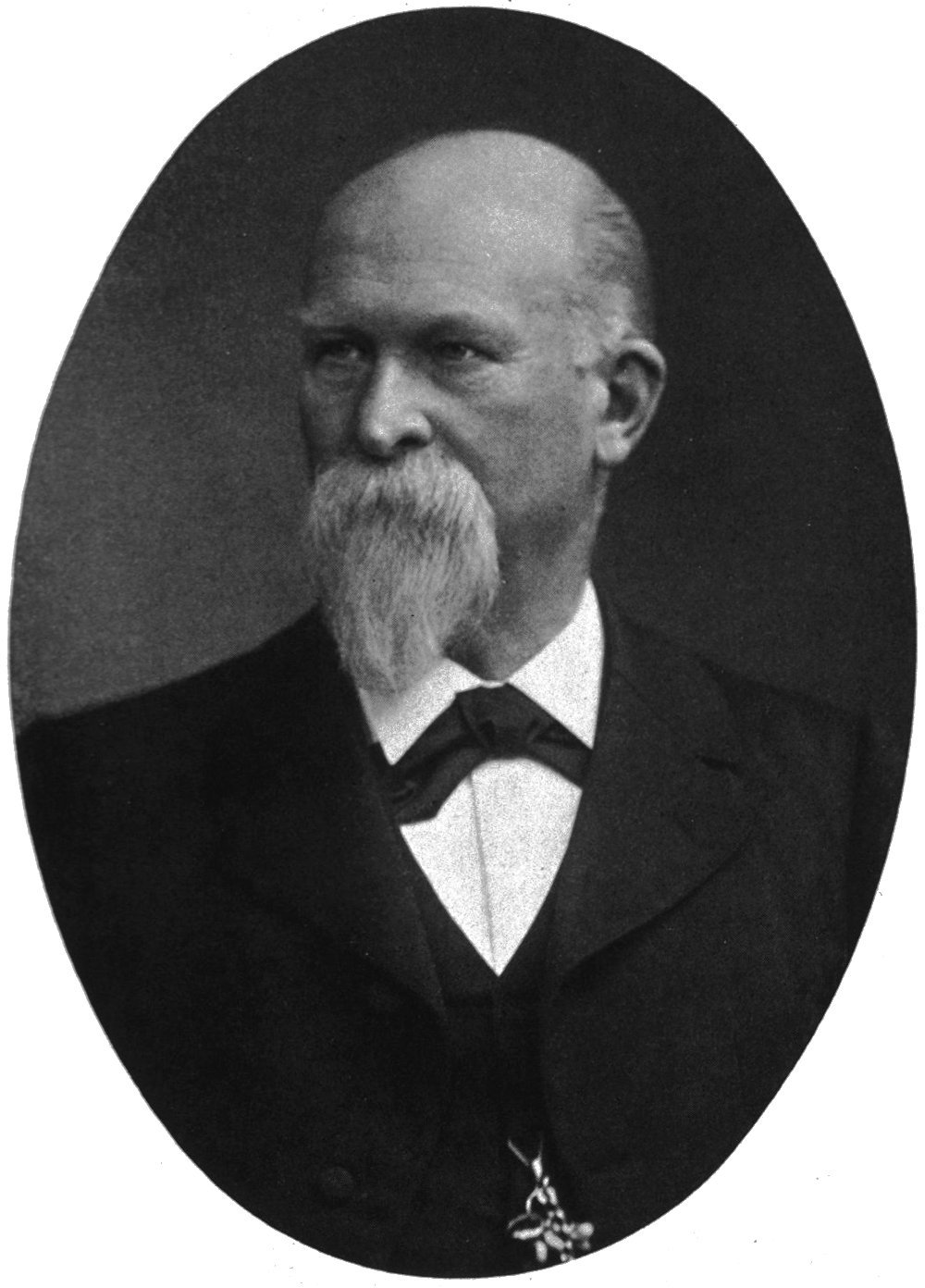
Franz König, primeiro a estudar e descrever a síndrome.

A Síndrome de König (também conhecida como Síndrome da válvula ileocecal) é uma síndrome que causa dor abdominal durante as refeições, e constipação alternada com diarreia, meteorismos, sons gorgolejantes devido ao hiper-peristaltismo na auscultação, especialmente na fossa ilíaca direita, além de distensão abdominal. 
Seu nome é uma homenagem a cirurgião alemão Franz König (1832 - 1910), o primeiro a descrever a síndrome.

## Causas
É causada por uma obstrução intestinal incompleta do intestino delgado, mais especificamente da válvula ileocecal, como por exemplo, na doença de Crohn, ou em raros casos de câncer do intestino delgado. Esta síndrome em geral também sugere a existência de uma estenose no intestino delgado.

## Sintomas
A síndrome é caracterizada por peristaltismo visível (chamado de ondas de Kussmaul) geralmente na região do mesogástrio. Observa-se um "tumor" de aparecimento repentino, visível e palpável acompanhado de dor em cólica e ruídos hidroaéreos.